# Eduard Schaffer
Eduard „Edi“ Schaffer (* 13. Dezember 1921 in Dux, Tschechoslowakei; † 1. Mai 2017) war ein deutscher Fußballtorhüter.

## Werdegang
Bevor Schaffer Fußballtorwart wurde, begann er mit dem Handballsport. In seiner Heimat spielte er für den DSC Dux und den DSC Karlsbad. 1941 stand er in der sudetendeutschen Auswahl, als er zum Militärdienst einberufen wurde. Eine Teilnahme an einem Nationalmannschaftslehrgang verhinderte damals ein mehrwöchiger Fronteinsatz. 
Er wurde nach Nürnberg in die 17. Infanteriedivision einberufen, wo die Fußball-Soldatenmannschaft Burgstern Noris entstand. Sein Vorgesetzter war damals der Fußballspieler Julius Uebelein. Nachdem er zwischenzeitlich am Krieg gegen die Sowjetunion teilnehmen musste, kehrte Edi Schaffer nach seiner Beurlaubung nach Nürnberg zurück, wo eine feste Verbindung zum 1. FC Nürnberg entstand. Nach Kriegsende spielte er dank Uebelein bereits für die Clubreserve, zog dann aber erst einmal in den Aischgrund und schloss sich dem VfL Neustadt/Aisch an. Über einen Sportoffizier kam er zum VfL Neustadt bei Coburg, von wo er auch in die Bayernauswahl berufen wurde.
Als dann 1947 der Clubtorhüter Georg Lindner unerwartet an Tuberkulose verstarb, wurde Schaffer verpflichtet. Damals war er der einzige Nicht-Franke in der Mannschaft. Gleich das erste Jahr verlief äußerst erfolgreich. Er zeigte eine ausgezeichnete Leistung und am Ende der Saison stand der 1. FC Nürnberg im Finale um die deutsche Meisterschaft, das mit einem 2:1 gegen den 1. FC Kaiserslautern gewonnen wurde, was auch seiner Leistung zugeschrieben wird. Es war die erste Nachkriegsmeisterschaft und der siebte Titel für den damaligen Rekordmeister.
In der Folgesaison warf eine langwierige Verletzung Schaffer weit zurück und im Jahr darauf musste er mit Rudi Fischer um den Posten als Nummer 1 kämpfen. Auch fiel er immer wieder verletzt aus, was auch auf seine riskante Spielweise zurückzuführen war. Trotzdem kam er bis 1958 zu 228 Oberliga-Einsätzen für den 1. FC Nürnberg und insgesamt auf 413 Club-Spiele. Im Jahre 1951 kam er auch zu zwei Einsätzen in der deutschen B-Nationalmannschaft. Am 22. September 1951 spielte er in Augsburg gegen Österreich B. Das Spiel endete 1:1 und am 14. Oktober 1951 trug er die Farben der deutschen B-Nationalmannschaft in Basel in einem Spiel gegen Schweiz B, das 2:0 gewonnen wurde. Im letzten Jahr hatte er sich aber bereits ins zweite Glied zurückgezogen und sprang nur noch ersatzweise für seinen Nachfolger Roland Wabra ein.
In der Nachkriegszeit war Edi Schaffer als Halbprofi tätig gewesen. Zusätzlich zum Fußball arbeitete er als kaufmännischer Angestellter in den Siemens-Schuckertwerken und nach 1958 blieb er seinem Beruf und dem Betrieb treu.
Schaffer lebte in Lauf bei Nürnberg und wurde 2006 zum Ehrenmitglied des 1. FCN ernannt. Und als die Blöcke des Heimstadions des Vereins im selben Jahr nach verdienten Clubspielern benannt wurden, erhielt Block 42 im Oberrang der Haupttribüne den Namen „Edi-Schaffer-Block“.

## Statistik
Stationen
- DSC Dux
- DSC Karlsbad
- VfL Neustadt/Aisch
- VFL Neustadt bei Coburg
- 1. FC Nürnberg (1947 bis 1958)

Einsätze (Stand 4. Juni 2006)
- 228 Einsätze in der Oberliga Süd
- 413 Spiele für den 1. FC Nürnberg insgesamt

Titel / Erfolge
- Deutscher Fußballmeister 1947/48